# Osiedle Helena (Wolsztyn)
Osiedle Helena – osiedle położone w północnej części Wolsztyna.